# Чемпіонат Європи з легкої атлетики 1994
Чемпіонат Європи з легкої атлетики 1994 був проведений 7-14 серпня в Гельсінкі на Олімпійському стадіоні.

## Призери

### Чоловіки
| Дисципліни                | Золото                                                                | Золото     | Срібло                                                                    | Срібло   | Бронза                                                           | Бронза   |
| ------------------------- | --------------------------------------------------------------------- | ---------- | ------------------------------------------------------------------------- | -------- | ---------------------------------------------------------------- | -------- |
| 100 метрів                | Лінфорд Крісті Велика Британія                                        | 10,14      | Гейр Муен Норвегія                                                        | 10,30    | Олександр Порхомовський Росія                                    | 10,31    |
| 200 метрів                | Гейр Муен Норвегія                                                    | 20,30 NR   | Владислав Дологодін Україна                                               | 20,47    | Патрік Стівенс Бельгія                                           | 20,68    |
| 400 метрів                | Дуейн Лейдеджо Велика Британія                                        | 45,09      | Роджер Блек Велика Британія                                               | 45,20    | Маттіас Рустерхольц Швейцарія                                    | 45,96    |
| 800 метрів                | Андреа Бенвенуті Італія                                               | 1.46,12    | Вебйорн Родаль Норвегія                                                   | 1.46,53  | Томас де Тереса Іспанія                                          | 1.46,57  |
| 1500 метрів               | Фермін Качо Іспанія                                                   | 3.35,27 CR | Ісаак Вісіоса Іспанія                                                     | 3.36,01  | Бранко Зорко Хорватія                                            | 3.36,88  |
| 5000 метрів               | Дітер Бауманн Німеччина                                               | 13.36,93   | Роб Денмарк Велика Британія                                               | 13.37,50 | Абель Антон Іспанія                                              | 13.38,04 |
| 10000 метрів              | Абель Антон Іспанія                                                   | 28.06,03   | Венсан Руссо Бельгія                                                      | 28.06,63 | Штефан Франке Німеччина                                          | 28.07,95 |
| 110 метрів з бар'єрами    | Колін Джексон Велика Британія                                         | 13,08      | Флоріан Швартхофф Німеччина                                               | 13,16    | Тоні Джарретт Велика Британія                                    | 13,23    |
| 400 метрів з бар'єрами    | Олег Твердохліб Україна                                               | 48,06 NR   | Свен Нюландер Швеція                                                      | 48,22    | Стефан Діагана Франція                                           | 48,23    |
| 3000 метрів з перешкодами | Алессандро Ламбрускіні Італія                                         | 8.22,40    | Анджело Карозі Італія                                                     | 8.23,53  | Вільям ван Дейк Бельгія                                          | 8.24,86  |
| 4×100 метрів              | Франція Ерманн Ломба Данієль Сангума Жан-Шарль Труабаль Ерік Перро    | 38,57      | Україна Сергій Осович Дмитро Ваняікін Олег Крамаренко Владислав Дологодін | 38,98    | Італія Енцо Мадонія Доменіко Неттіс Джорджо Маррас Сандро Флоріс | 38,99    |
| 4×400 метрів              | Велика Британія Девід Маккензі Браян Віттл Роджер Блек Дуейн Лейдеджо | 2.59,13    | Франція П'єр-Марі Ілер Жан-Луї Рапнуй Жак Фарродьєр Стефан Діагана        | 3.01,11  | Росія Михайло Вдовін Дмитро Косов Дмитро Бей Дмитро Головастов   | 3.03,10  |
|                           |                                                                       |            |                                                                           |          |                                                                  |          |
| Марафон                   | Мартін Фіс Іспанія                                                    | 2:10.31 CR | Дієго Гарсія Іспанія                                                      | 2:10.46  | Альберто Хусдадо Іспанія                                         | 2:11.18  |
| Ходьба 20 кілометрів      | Михайло Щенніков Росія                                                | 1:18.45    | Євген Місюля Білорусь                                                     | 1:19.22  | Валенті Массана Іспанія                                          | 1:20.33  |
| Ходьба 50 кілометрів      | Валерій Спіцин Росія                                                  | 3:41.07    | Тьєррі Тутен Франція                                                      | 3:43.52  | Джованні Перрічеллі Італія                                       | 3:43.55  |
|                           |                                                                       |            |                                                                           |          |                                                                  |          |
| Стрибки у висоту          | Стейнар Хуен Норвегія                                                 | 2,35 CR    | Артур Партика ПольщаСтів Сміт Велика Британія                             | 2,33     | не вручалась                                                     |          |
| Стрибки з жердиною        | Родіон Гатауллін Росія                                                | 6,00 CR    | Ігор Транденков Росія                                                     | 5,90     | Жан Гальфйон Франція                                             | 5,85     |
| Стрибки у довжину         | Івайло Младенов Болгарія                                              | 8,09       | Мілан Гомбала Чехія                                                       | 8,04     | Константінос Кукодімос Греція                                    | 8,01     |
| Потрійний стрибок         | Денис Капустін Росія                                                  | 17,62      | Серж Елан Франція                                                         | 17,55    | Маріс Бружикс Латвія                                             | 17,20    |
| Штовхання ядра            | Олександр Клименко Україна                                            | 20,78      | Олександр Багач Україна                                                   | 20,34    | Роман Вірастюк Україна                                           | 19,59    |
| Метання диска             | Володимир Дубровщик Білорусь                                          | 64,78      | Дмитро Шевченко Росія                                                     | 64,56    | Юрген Шульт Німеччина                                            | 64,18    |
| Метання молота            | Василь Сидоренко Росія                                                | 81,10      | Ігор Астапкович Білорусь                                                  | 80,40    | Гайнц Вайс Німеччина                                             | 78,48    |
| Метання списа             | Стівен Беклі Велика Британія                                          | 85,20      | Сеппо Рятю Фінляндія                                                      | 82,90    | Ян Железний Чехія                                                | 82,58    |
|                           |                                                                       |            |                                                                           |          |                                                                  |          |
| Десятиборство             | Ален Блондель Франція                                                 | 8453       | Генрік Дагорд Швеція                                                      | 8362     | Лев Лободін Україна                                              | 8201     |

### Жінки
| Дисципліни             | Золото                                                                                    | Золото      | Срібло                                                                                               | Срібло   | Бронза                                                                            | Бронза      |
| ---------------------- | ----------------------------------------------------------------------------------------- | ----------- | --- | -------- | --------------------------------------------------------------------------------- | ----------- |
| 100 метрів             | Ірина Привалова Росія                                                                     | 11,02       | Жанна Тарнопольська Україна                                                                          | 11,10    | Мелані Пашке Німеччина                                                            | 11,28       |
| 200 метрів             | Ірина Привалова Росія                                                                     | 22,32       | Жанна Тарнопольська Україна                                                                          | 22,77    | Галина Мальчугіна Росія                                                           | 22,90       |
| 400 метрів             | Марі-Жозе Перек Франція                                                                   | 50,33       | Світлана Гончаренко Росія                                                                            | 51,24    | Філіс Сміт Велика Британія                                                        | 51,30       |
| 800 метрів             | Любов Гуріна Росія                                                                        | 1.58,55     | Наталія Духнова Білорусь                                                                             | 1.58,55  | Людмила Рогачова Росія                                                            | 1.58,69     |
| 1500 метрів            | Людмила Рогачова Росія                                                                    | 4.18,93     | Келлі Голмс Велика Британія                                                                          | 4.19,30  | Катерина Подкопаєва Росія                                                         | 4.19,37     |
| 3000 метрів            | Соня О'Саллівен Ірландія                                                                  | 8.31,84     | Івонн Маррей Велика Британія                                                                         | 8.36,48  | Габріела Сабо Румунія                                                             | 8.40,08     |
| 10000 метрів           | Фернанда Рібейру Португалія                                                               | 31.08,75 NR | Консейсан Феррейра Португалія                                                                        | 31.32,82 | Дар'я Науер Швейцарія                                                             | 31.35,96 NR |
| 100 метрів з бар'єрами | Светла Дімітрова Болгарія                                                                 | 12,72       | Юлія Граудинь Росія                                                                                  | 12,93    | Йорданка Донкова Болгарія                                                         | 12,93       |
| 400 метрів з бар'єрами | Саллі Ганнелл Велика Британія                                                             | 53,33       | Сільвія Рігер Німеччина                                                                              | 54,68    | Анна Кнороз Росія                                                                 | 54,68       |
| 4×100 метрів           | Німеччина Мелані Пашке Беттіна Ципп Зільке Кнолль Зільке Ліхтенхаген                      | 42,90       | Росія Наталія Анісімова Галина Мальчугіна Марина Транденкова Ірина Привалова Катерина Лещова (забіг) | 42,96    | Болгарія Десіслава Дімітрова Анелія Нунева Светла Дімітрова Петя Пендарева        | 43,00       |
| 4×400 метрів           | Франція Франсін Ландре Вів'ян Дорсіль Евелін Ельєн Марі-Жозе Перек Марі-Лін Шолен (забіг) | 3.22,34 NR  | Росія Наталія Хрущельова Олена Андреєва Тетяна Захарова Світлана Гончаренко Олена Голешева (забіг)   | 3.24,06  | Німеччина Карін Янке Ута Ролендер Гайке Майсснер Аня Рюкер Лінда Кісабака (забіг) | 3.24,10     |
|                        |                                                                                           |             | |          |                                                                                   |             |
| Марафон                | Мануела Машаду Португалія                                                                 | 2:29.54     | Марія Куратоло Італія                                                                                | 2:30.33  | Адріана Барбу Румунія                                                             | 2:30.55     |
| Ходьба 10 кілометрів   | Сарі Ессая Фінляндія                                                                      | 42.37 CR    | Аннаріта Сідоті Італія                                                                               | 42.43    | Олена Ніколаєва Росія                                                             | 42.43       |
|                        |                                                                                           |             | |          |                                                                                   |             |
| Стрибки у висоту       | Брітта Білач Словенія                                                                     | 2,00 NR     | Олена Гуляєва Росія                                                                                  | 1,96     | Неле Жилінскієне Литва                                                            | 1,93        |
| Стрибки у довжину      | Хайке Дрехслер Німеччина                                                                  | 7,14        | Інеса Кравець Україна                                                                                | 6,99     | Фіона Мей Італія                                                                  | 6,90        |
| Потрійний стрибок      | Анна Бірюкова Росія                                                                       | 14,89 CR    | Інна Ласовська Росія                                                                                 | 14,85w   | Інеса Кравець Україна                                                             | 14,67w      |
| Штовхання ядра         | Віта Павлиш Україна                                                                       | 19,61       | Астрід Кумбернусс Німеччина                                                                          | 19,49    | Светла Міткова Болгарія                                                           | 19,49       |
| Метання диска          | Ільке Віллуда НДР                                                                         | 68,72       | Елліна Звєрєва Білорусь                                                                              | 64,46    | Метте Бергманн НДР                                                                | 64,34       |
| Метання списа          | Тріне Гаттестад Норвегія                                                                  | 68,00       | Карен Форкель Німеччина                                                                              | 66,10    | Феліция Циля Румунія                                                              | 64,34       |
|                        |                                                                                           |             | |          |                                                                                   |             |
| Семиборство            | Сабіне Браун Німеччина                                                                    | 6419        | Інанчі Ріта Угорщина                                                                                 | 6404     | Уршула Влодарчик Польща                                                           | 6322        |

## Медальний залік
| Місце                | Країна               | Золото | Срібло | Бронза | Загалом |
| -------------------- | -------------------- | ------ | ------ | ------ | ------- |
| 1                    | Росія                | 10     | 8      | 7      | 25      |
| 2                    | Велика Британія      | 6      | 5      | 2      | 13      |
| 3                    | Німеччина            | 5      | 4      | 5      | 14      |
| 4                    | Франція              | 4      | 3      | 2      | 9       |
| 5                    | Україна              | 3      | 6      | 3      | 12      |
| 6                    | Іспанія              | 3      | 2      | 4      | 9       |
| 7                    | Норвегія             | 3      | 2      | 1      | 6       |
| 8                    | Італія               | 2      | 3      | 3      | 8       |
| 9                    | Португалія           | 2      | 1      | 0      | 3       |
| 10                   | Болгарія             | 2      | 0      | 3      | 5       |
| 11                   | Білорусь             | 1      | 4      | 0      | 5       |
| 12                   | Фінляндія            | 1      | 1      | 0      | 2       |
| 13                   | Ірландія             | 1      | 0      | 0      | 1       |
| 13                   | Словенія             | 1      | 0      | 0      | 1       |
| 15                   | Швеція               | 0      | 2      | 0      | 2       |
| 16                   | Бельгія              | 0      | 1      | 2      | 3       |
| 17                   | Польща               | 0      | 1      | 1      | 2       |
| 17                   | Чехія                | 0      | 1      | 1      | 2       |
| 19                   | Угорщина             | 0      | 1      | 0      | 1       |
| 20                   | Румунія              | 0      | 0      | 3      | 3       |
| 21                   | Швейцарія            | 0      | 0      | 2      | 2       |
| 22                   | Греція               | 0      | 0      | 1      | 1       |
| 22                   | Латвія               | 0      | 0      | 1      | 1       |
| 22                   | Литва                | 0      | 0      | 1      | 1       |
| 22                   | Хорватія             | 0      | 0      | 1      | 1       |
| Загалом (25 збірних) | Загалом (25 збірних) | 44     | 45     | 43     | 132     |